# Kahdenhaaraset
Kahdenhaaraset är en ö i Finland. Den ligger i sjön Päijänne och i kommunen Padasjoki i den ekonomiska regionen  Lahtis ekonomiska region  och landskapet Päijänne-Tavastland, i den södra delen av landet, 130 km norr om huvudstaden Helsingfors. Öns area är 2,7 hektar och dess största längd är 300 meter i nord-sydlig riktning.